# Oda la Bisaïeule
 (décembre 2016).
Si vous disposez d'ouvrages ou d'articles de référence ou si vous connaissez des sites web de qualité traitant du thème abordé ici, merci de compléter l'article en donnant les références utiles à sa vérifiabilité et en les liant à la section « Notes et références ».
Oda la Bisaïeule est le 4e tome du cycle de bandes dessinées La Caste des Méta-Barons.
Ce tome retrace le destin d'Oda, princesse héritière de Baggdathi-la-perle, et épouse d’Aghnar le Bisaïeul. Enlevée par les sorcières Shabda-oud, afin de faire naître Sama-wajd, l'avatar hermaphrodite qui détrônerait Janus-Jana, imperatriz de la galaxie, Oda la Bisaïeul n'aura de cesse comme ses pères de perpétuer le destin divin et tragique de la caste des méta-barons.